# Belica (Serbia)
Belica (cyr. Белица) – wieś w Serbii, w okręgu pomorawskim, w mieście Jagodina. W 2011 roku liczyła 342 mieszkańców.